# Graţianita
La graţianita és un mineral de la classe dels sulfurs. Rep el nom en honor de Graţian Cioflica (1927–2002), professor de mineralogia i dipòsits minerals a la Universitat de Bucarest (Romania).

## Característiques
La graţianita és una sulfosal de fórmula química MnBi₂S₄. Va ser aprovada com a espècie vàlida per l'Associació Mineralògica Internacional l'any 2013, sent publicada per primera vegada el 2014. Cristal·litza en el sistema monoclínic.
L'exemplar que va servir per a determinar l'espècie, el que es coneix com a material tipus, es troba conservat a les col·leccions mineralògiques del Museu Victoria, a Melbourne (Austràlia), amb el número de registre: g33937.

## Formació i jaciments
Va ser descoberta al dipòsit Antoniu, situat al districte miner de Băiţa del municipi de Nucet (Bihor, Romania), on es troba associada a altres minerals com la tetradimita, la cosalita, la calcopirita i la bismutinita. També ha estat descrita a la mina Hagidaira, situada a Seta, a la localitat de Midori (Gunma, Japó). Aquests dos indrets són els únics de tot el planeta on ha estat descrita aquesta espècie mineral.